# Volcán Villarrica

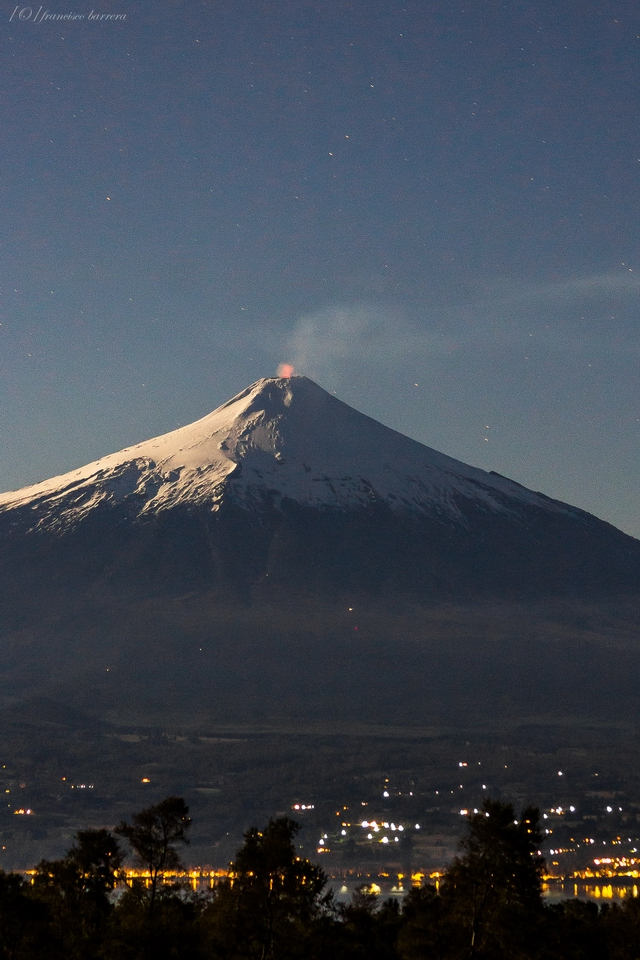
Imagen de la actividad del volcán Villarrica, en mayo de 2016.

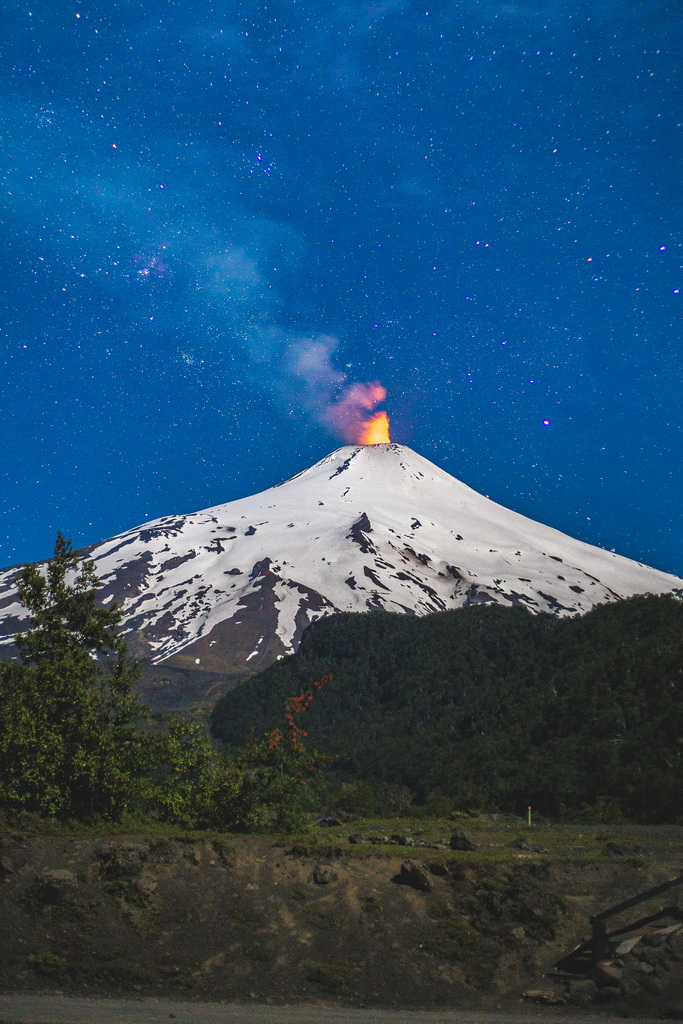
Imagen del volcán Villarrica, actividad volcánica nocturna, el 1 de diciembre de 2022

El volcán Villarrica (en mapudungun: Ruka Pillañ) es un estratovolcán chileno de 2847 m s. n. m. —2450 m, contando desde la base— ubicado en los Andes meridionales. Está situado en el límite de las provincias de Cautín (región de la Araucanía) y Valdivia (región de Los Ríos), en Chile, entre los lagos Villarrica y Calafquén. Es uno de los más activos de Sudamérica, y tiene una forma cónica casi perfecta.

El volcán y Lago Villarrica

## Descripción
Las laderas del volcán se dividen entre las comunas de Villarrica (sección NO), Pucón (NE) y Panguipulli (S). El volcán y sus alrededores forman parte del parque nacional Villarrica, administrado por la Corporación Nacional Forestal (CONAF), ocupando el extremo noroeste de esta área protegida. 
El volcán está cubierto por un glaciar de casquete de 40 km² con un volumen de 8 km³, además de un manto de nieves que se eleva a partir de la cota de los 1500 m s. n. m.

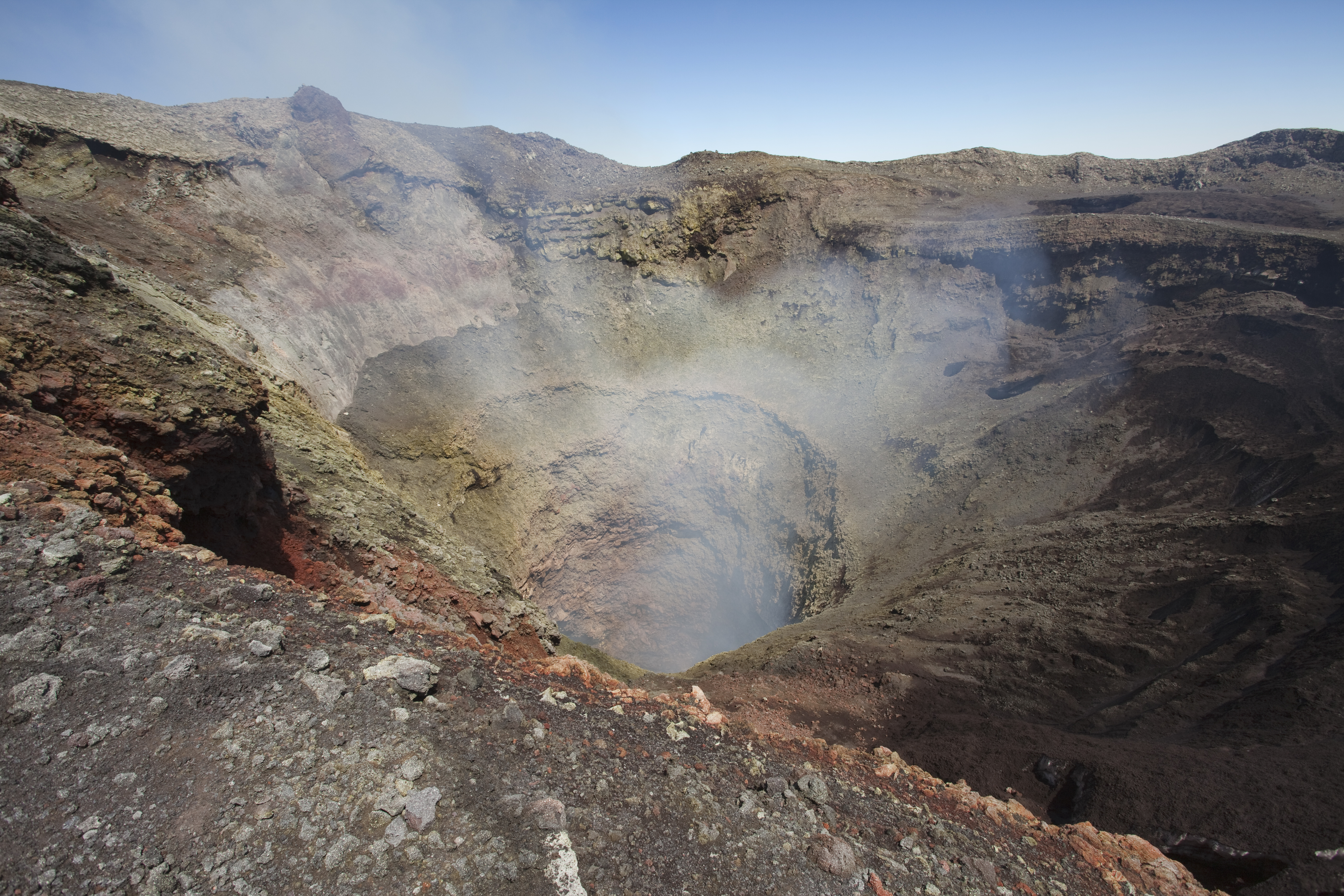
Cráter del Villarrica.

En su cima se halla un cráter de 200 m de diámetro, al fondo del cual (a una profundidad variable de entre 100 y 50 m) se encuentra un lago de magma permanente (lago de entre 30 y 50 m de diámetro), que alternativamente sube y baja de nivel. Este lago presenta una intensa fumarola, que frecuentemente es acompañada de actividad eruptiva débil.
Este cráter se ubica a poca distancia de varios centros poblados, entre los que destacan las ciudades turísticas de Villarrica (a 28,5 km), Pucón (a 16 km) Lican Ray (a 20 km) y Coñaripe (a 18 km), además de muchas otras localidades menores, tanto aldeas rurales como estaciones termales y focos turísticos. De hecho, sobre la ladera norte del volcán se encuentra el Centro de esquí Pucón. 
Entre los mayores centros poblados, Coñaripe (debido a la topografía del terreno).

## Historia

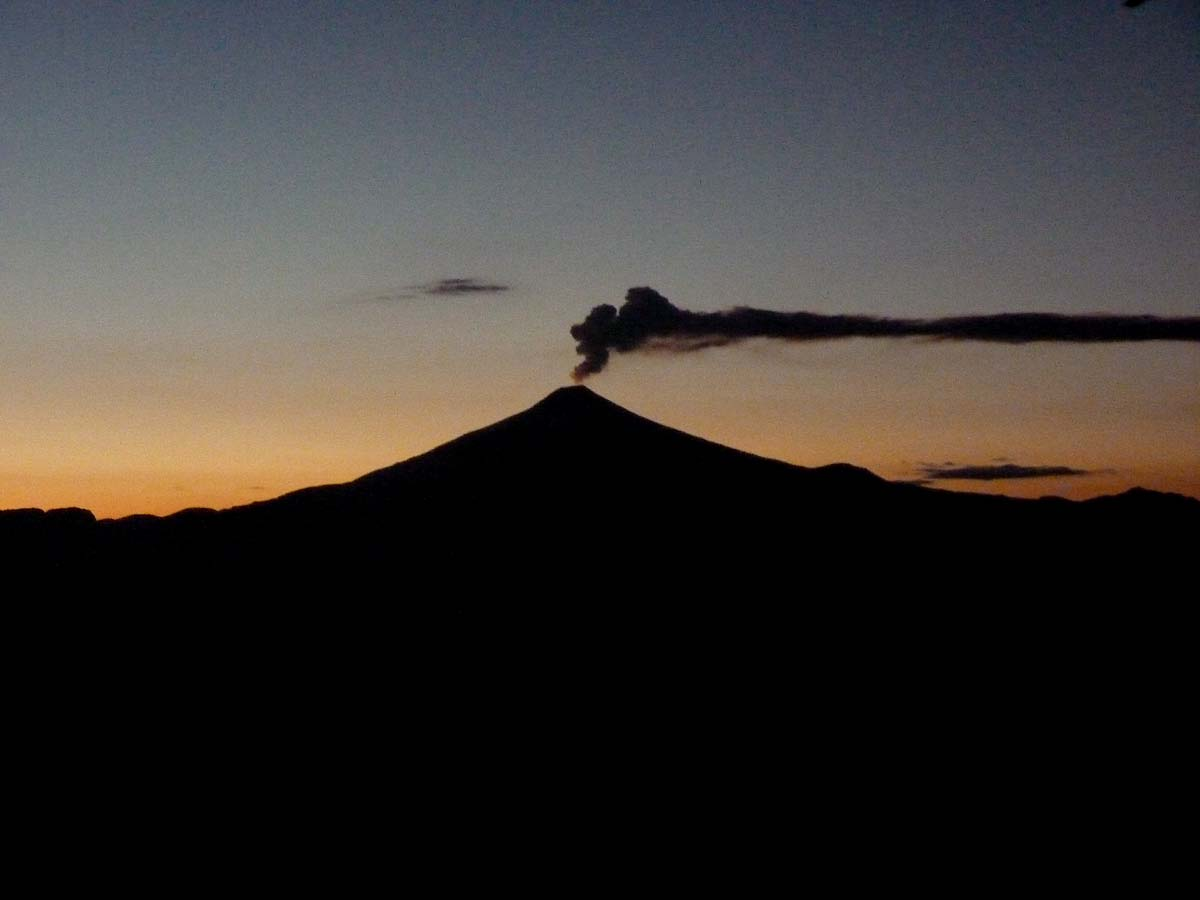
El volcán Villarrica en atardecer

El volcán tiene un nutrido historial de actividad eruptiva, que ha quedado reflejado en la tradición oral y la mitología de la nación mapuche. 

### El volcán Villarrica oRucapillánen la cosmovisión mapuche
El pueblo mapuche, del cual hasta hoy varias comunidades habitan en las inmediaciones del cono, consideraba al Ruka Pillañ ("casa del pillán"), tal como indica el nombre, morada de un pillán, espíritu mayor de su panteón ya que, las entrañas y calderas del Villarrica son regidas por un espíritu principal de la naturaleza, un ngen, el cual es tutelar y propietario del volcán. Este tipo de ngen es también conocido como ngen-winkul o espíritu de los volcanes y cerros. Junto a esta presencia tutelar, en el Villarrica habitaría una corte de pillanes, espíritus menores en relación con el ngen, pero sumamente poderosos. 
Según los testimonios recogidos por la antropología, el Villarrica y los espíritus que lo habitan ocupan un lugar muy determinado en la cosmovisión mapuche. Su simbolismo es claro: está asociado a lo bueno, en oposición al volcán Llaima, que es considerado el volcán asociado al "mal". Mientras el propicio Rucapillán inspira sueños benéficos y "buen tiempo", el Llaima transmite a los durmientes malos augurios. El Villarrica se relaciona simbólicamente un grupo de otros elementos afiliados a lo positivo; los colores violeta y verde, la Luna, las estrellas en general (que excluyen al negativo cherufe o aerolito), el Sur y el Oriente.

### Primeros registros históricos
La actividad del volcán comenzó a ser registrada —desde el punto de vista europeo— a partir del establecimiento de conquistadores españoles en la zona, con la fundación de la ciudad Villarrica en 1552. Pero este frágil asentamiento debió finalmente ser abandonado en 1602, a raíz de las victorias mapuches en la Guerra de Arauco. Con esto, la observación del volcán por testigos occidentales (y el consecuente registro escrito de sus posibles erupciones) se interrumpió. Aunque fue avistado de vez en cuando por misioneros y otras incursiones españolas, que además recibieron informes esporádicos de parte de la población mapuche, y el resultado de esta cadena de informaciones no fue siempre preciso. 

#### La polémica gran erupción de 1640
En febrero de 1640, cuando el gobernador Marqués de Baides se internaba en el territorio intentando organizar el Parlamento de Quilín para pactar la paz con los mapuches, se sintió un estruendo tan potente que fue escuchado —por ejemplo— en el fuerte de Yumbel (a 260 km del volcán Villarrica), donde se creyó que provenía de descargas de artillería de alguna otra fortificación de la frontera. Pero después llegó la noticia de que en la comarca comandada por el lonco Aliante había hecho erupción un volcán de manera sumamente intensa. Tanto que los cerros se "partieron" (aparente referencia a un derrumbe o lahar) y provocaron que el Lago Villarrica se rebalsara, inundando gran cantidad de poblados indígenas, lo que obligó a muchas personas a huir hacia sitios elevados.
El hecho fue narrado primero por el jesuita Alonso de Ovalle en un folletín que se publicó en Madrid, donde se encontraba comisionado por su congregación, dos años después de los hechos, basado en la descripción que le remitió el provincial de su orden en Chile. Su pintoresco relato está salpicado de referencias a supuestos signos sobrenaturales que habrían manifestado la pretendida voluntad divina de que los mapuches se rindieran de una vez al "suave yugo de la cruz y ley evangélica por medio de la obediencia y sujeción a nuestro católico rey". Estos adiciones sobrenaturales al relato están en consonancia con el hecho de que la iniciativa de paz del Marqués de Baides era aconsejada por sacerdotes de misma orden religiosa que Ovalle. De hecho, según Ovalle, el desastre predispuso a los indígenas a aceptar el parlamento.
Pero el registro hace referencia a un dato que parece contradictorio con la posibilidad de que la erupción ocurriera en el Villarrica. El autor dice que el Río Allipén fue contaminado por los materiales volcánicos, incluso que "ardían las aguas de manera que cocieron cuanto pescado había en él". Y agrega que esta contaminación se trasmitió al Río Toltén, del que el Allipén es afluente. Pero el caso es que el curso del Allipén no está conectado con el Volcán Villarrica, a diferencia del Toltén, que nace del lago homónimo, sino que pasa por las cercanías del Volcán Llaima. Por lo que el relato de Alonso Ovalle es impreciso en alguna de sus partes (sobre la inundación del lago o la contaminación del río) o refleja una confusión acerca de los nombres de los lugares, o hace referencia a dos erupciones distintas.
Quien dice haber sido testigo de primera mano de esta gran erupción fue el jesuita Diego de Rosales, que la relató en su Historia General Del Reino de Chile, Flandes Indiano, un manuscrito aparentemente finalizado una década después del suceso, pero que permaneció inédito hasta el siglo XIX. En la versión de Rosales la erupción tuvo lugar en un volcán que él llama Aliante (el mismo nombre que Ovalle da al cacique de la zona del Villarrica). Su relato concuerda en la fecha (febrero de 1640) y en las grandes dimensiones del evento. Dice que el estruendo se oía a 30 leguas (165 km a lo menos) y que la erupción "voló disformes peñascos, despedazó cerros", "terraplenó lagunas", represó ríos y que éstos se desbordaron en diferentes puntos, "corriendo sus aguas calientes de las piedras y cenizas y espesas como lejía". También refiere que los peces "cociéronse" y que los "riscos ardían como leña seca".
El historiador Benjamín Vicuña Mackenna, en el prefacio de la primera edición la obra de Rosales, afirma que el episodio se refiere al Llaima, pero no aporta los argumentos en los que basa esta conclusión. Pero bastaría agregar que el mismo Rosales diferencia el Villarrica del Aliante que, dice, se encuentra frente a la región de Boroa y La Imperial, descripción que más coincide con el Llaima. En tanto que Barros Arana y Claudio Gay asocian el evento con el Villarrica.

#### Primera ascensión

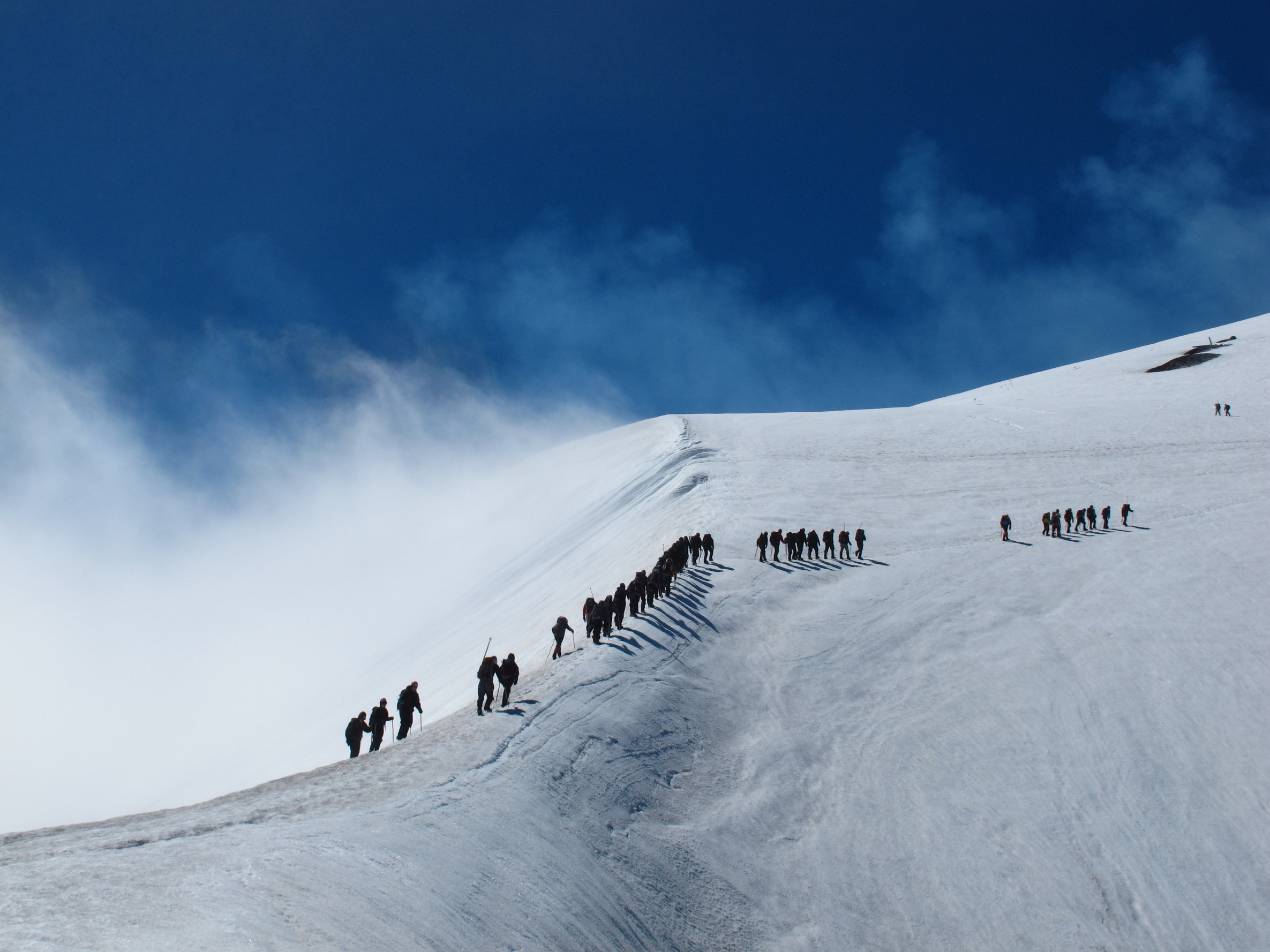
Expedición escalando el volcán.

Una expedición del Ejército de Chile ingresó en el territorio en 1882, refundando Villarrica al año siguiente, en el contexto de la Ocupación de la Araucanía. 
En medio de esta campaña militar, en 1883, un grupo comisionado por la Oficina Hidrográfica de la Marina Nacional, intentó el primer ascenso registrado del volcán. La partida era dirigida por el oficial naval Álvaro Bianchi Tupper. Lo acompañó su segundo, Gaspar García Quintana, un oficial de Ejército, Francisco Subercaseaux Latorre, y un guía chileno, Marcial Avilés, que se había establecido entre la población mapuche 25 años antes. Esta ascensión, según relata Subercaseaux, no logró cumplir su cometido, al no poder avanzar a través de un "ventisquero" que encontraron en su ruta, cuando ya se encontraban a unos 2200 m s. n. m. En este predicamento, Bianchi rodó largamente ladera abajo, hasta que logró clavar un bastón en la nieve. Tras sufrir este incidente, la expedición —que no estaba formada por montañistas expertos— decidió realizar las mediciones topográficas (que eran su objetivo principal) y abandonar el ascenso.
Las erupciones recientes más importantes registradas desde entonces ocurrieron en 1948-49, 1963, 1964, 1971 y 1984-85.

## Principales erupciones en elsigloXX
Entre las principales erupciones del Villarrica durante el siglo XX, se cuentan:
En abril de 1948, el volcán comenzó a aumentar su actividad. El 18 de octubre de dicho año, hizo crisis con una gran explosión y la formación de un enorme hongo, a la vez que diversos lahares invadieron las quebradas y llegaron a los lagos Villarrica (cuyo nivel subió un metro) y Calafquén. Las localidades de Voipir y Molco Alto, donde residían comunidades indígenas, fueron las más afectadas. El refugio del Ski Club, en los faldeos del volcán, fue totalmente arrasado con dos de sus cuidadoras en su interior. Hubo cerca de 50 víctimas, entre muertos y desaparecidos, y otros tantos heridos. Producto de los voluminosos lahares, el camino Villarrica-Pucón quedó interrumpido en unos 8 kilómetros. 
El 1 de enero de 1949, se registró el segundo de cinco paroxismos del ciclo eruptivo 1948-1949. La pluma eruptiva alcanzó un techo de unos 9 kilómetros proyectándose hacia el este. Lahares descendieron por numerosos cauces radiales hasta alcanzar los lagos Villarrica y Calafquén.
Como culminación del nuevo ciclo eruptivo 1963-1964, que incluyó una erupción en mayo de 1963, el 2 de marzo de 1964 el volcán registró un nuevo paroxismo que destruyó el 50 % del poblado de Coñaripe. Durante dos horas, un lahar del río Diuco barrió con casas, hoteles, ganado, sembrados, vehículos y maquinarias de este pueblo de mil habitantes. Sólo dos cadáveres, de las 22 víctimas reportadas, fueron recuperados. Toda la zona de Pucón y Villarrica quedó aislada.
El 29 de diciembre de 1971, el volcán Villarrica culminó violentamente la erupción iniciada meses antes. Más de 25 muertos y desaparecidos fue el resultado que dejó uno de los lahares, de diez metros de espesor y 200 de ancho, que bajó hacia el lago Calafquén, arrasando todo a su paso. Pequeños poblados como Coñaripe, Pucura, Traitraico, Quilentué, Llauquén, Challupén y Llanahue sufrieron sus consecuencias. Miles de personas fueron evacuadas.
El 30 de octubre de 1984, comenzó una nueva erupción, del tipo estromboliana, que incluyó dos ríos de lava, pero no causó víctimas ni destrucción de bienes. El 6 de diciembre de dicho año, una segunda erupción hizo que la lava escurriera al estero Correntoso. Desde entonces, el cráter ha permanecido abierto, mostrando esporádicamente un pozo de lava activo en su interior.

## Principales erupciones en elsigloXXI

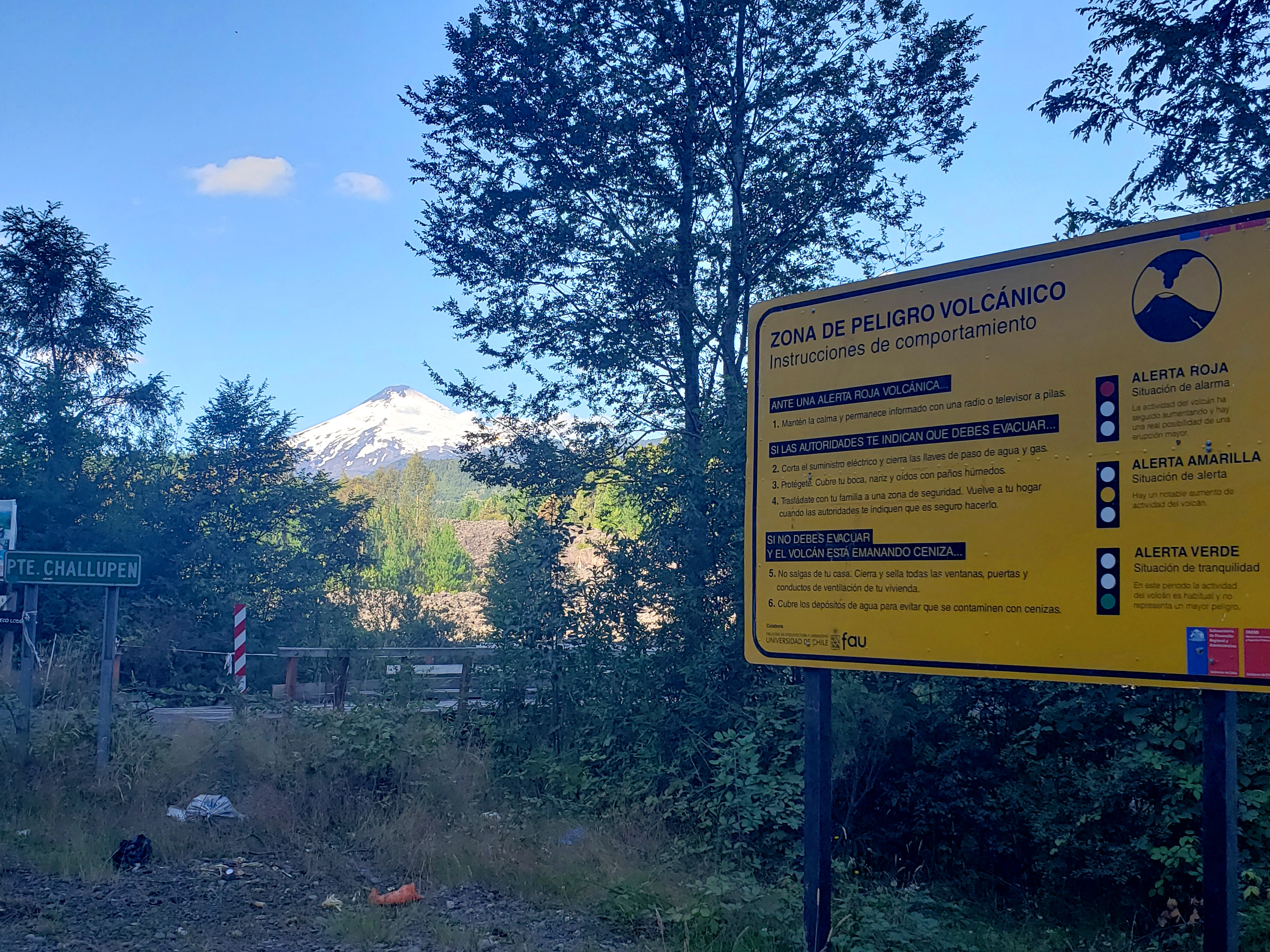
Letrero carretero de aviso de peligro volcánico en los alrededores del volcán Villarrica, en el sector del puente Challupén.

Las crisis más importantes fueron documentadas en 2000 y 2005, cuando lava del tipo pahoehoe, pobre en gases, inundó el fondo profundo del cráter. El 2 de enero de 2010, se deslizó una enorme capa de nieve inestable que se fracturó en el flanco NO desde la cota 2700 m s. n. m. En abril y mayo de dicho año, el pozo de lava mostró uno de los más altos índices de actividad en los últimos 10 años. A partir de junio de 2010, el pozo de lava se ha mostrado menos activo, dando lugar a una fumarola intensa. Esporádicamente se observan algunas erupciones menores de cenizas.
Al igual que el volcán Llaima, desde el terremoto del 27 de febrero de 2010 ha presentado una actividad fumarólica y sísmica en aumento, leve, pero constante, por lo que el Observatorio Vulcanológico de los Andes del Sur (OVDAS) declaró alerta amarilla nivel 3. Durante fines de abril de ese año empezó a liberar magma, el volcán tiene cráter abierto el lago de magma que presenta en el cráter estaba a más de 400 m de la cima y actualmente se encuentra aproximadamente a solo 100 m de la superficie además del aumento considerable en la actividad sísmica y fumarólica.

### 2015

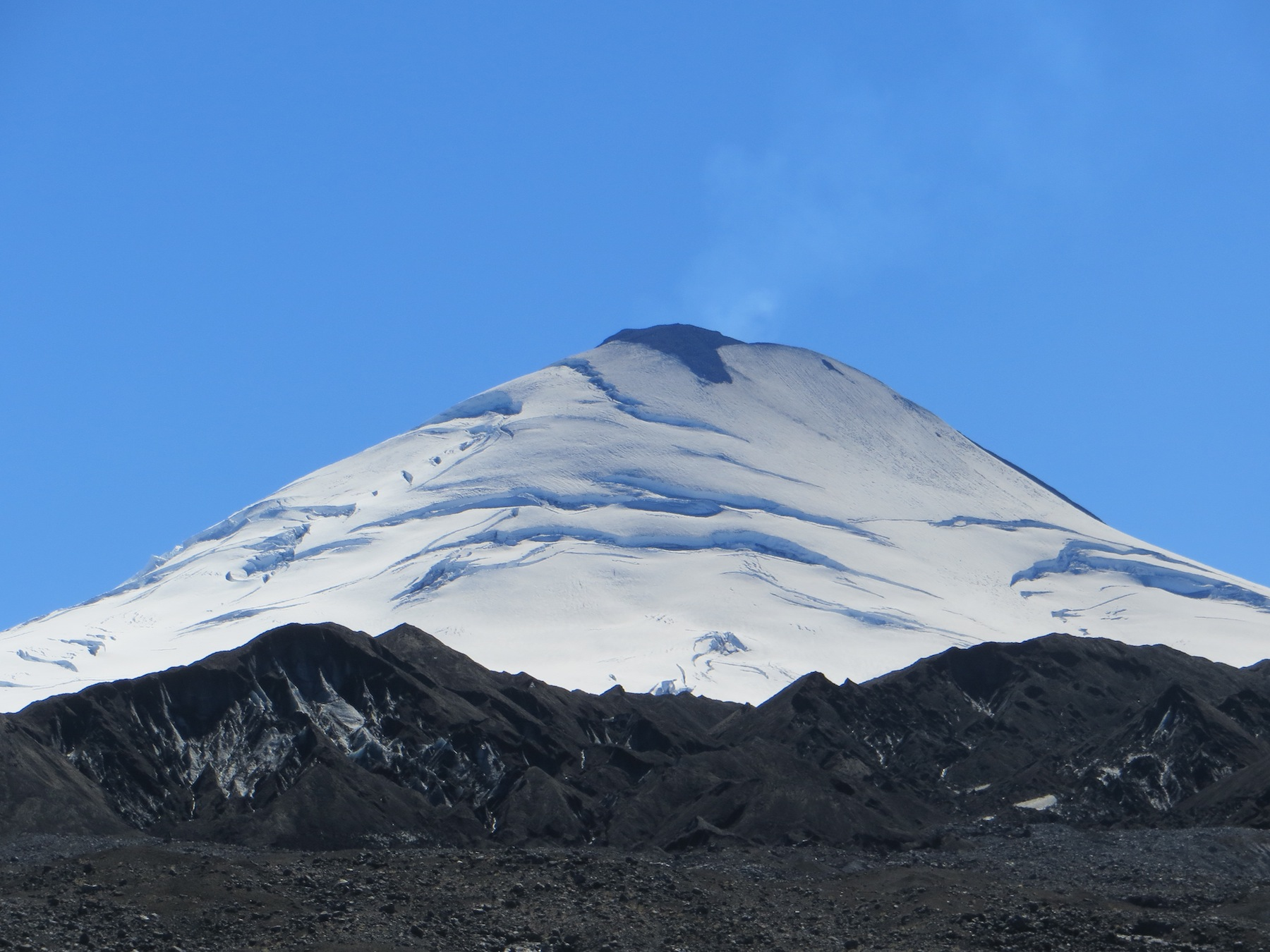
Erupción de marzo de 2015.

#### 3 de marzo
El Servicio Nacional de Geología y Minería (Sernageomin) resolvió declarar alerta técnica naranja en el volcán Villarrica debido al aumento de la actividad sísmica que se había registrado en el macizo, que había presentado un aumento sostenido y con una tendencia al alza, «lo que sugiere una mayor inestabilidad en el sistema volcánico, pudiendo evolucionar hacia un ciclo eruptivo más continuo».
La entidad detalló que la actividad sísmica se había incrementado en tres veces si se comparaba con la registrada a principios de febrero, cuando se decretó la alerta amarilla. Junto con esto, en las horas siguientes se notificó que se había intensificado la actividad en el cráter, desarrollándose un proceso eruptivo de tipo estromboliano, caracterizado por la emisión de gases y proyectiles balísticos a altas temperaturas, que han alcanzado distancias de hasta 600 metros desde el centro del cráter. Asimismo, los indicadores señalaron que el lago de lava se encontraba en niveles más superficiales. De acuerdo a la entidad, con esas condiciones, el área susceptible de ser afectada es fundamentalmente la parte alta del edificio volcánico.
Aproximadamente a las 03:01 AM del 3 de marzo de 2015, el volcán finalmente hizo erupción, elevándose la alerta a roja a 10 kilómetros a la redonda. La erupción superó la altura del volcán, provocando una fuerte explosión que despertó a los vecinos, quienes rápidamente comenzaron la evacuación de manera espontánea y ordenada.

#### 17 de marzo
Catorce días después, se registró otra erupción, pero esta vez una erupción hawaiana. Sernageomin declaró alerta naranja tras aumentar nuevamente la actividad volcánica y sísmica, mientras la Oficina Nacional de Emergencia del Ministerio del Interior (ONEMI) ha mantenido la alerta amarilla. El OVDAS señaló que se esperaba una nueva erupción inminente por la actividad volcánica, la que se mantuvo hasta las 12:30 del 19 de marzo.

## Actividades y excursiones

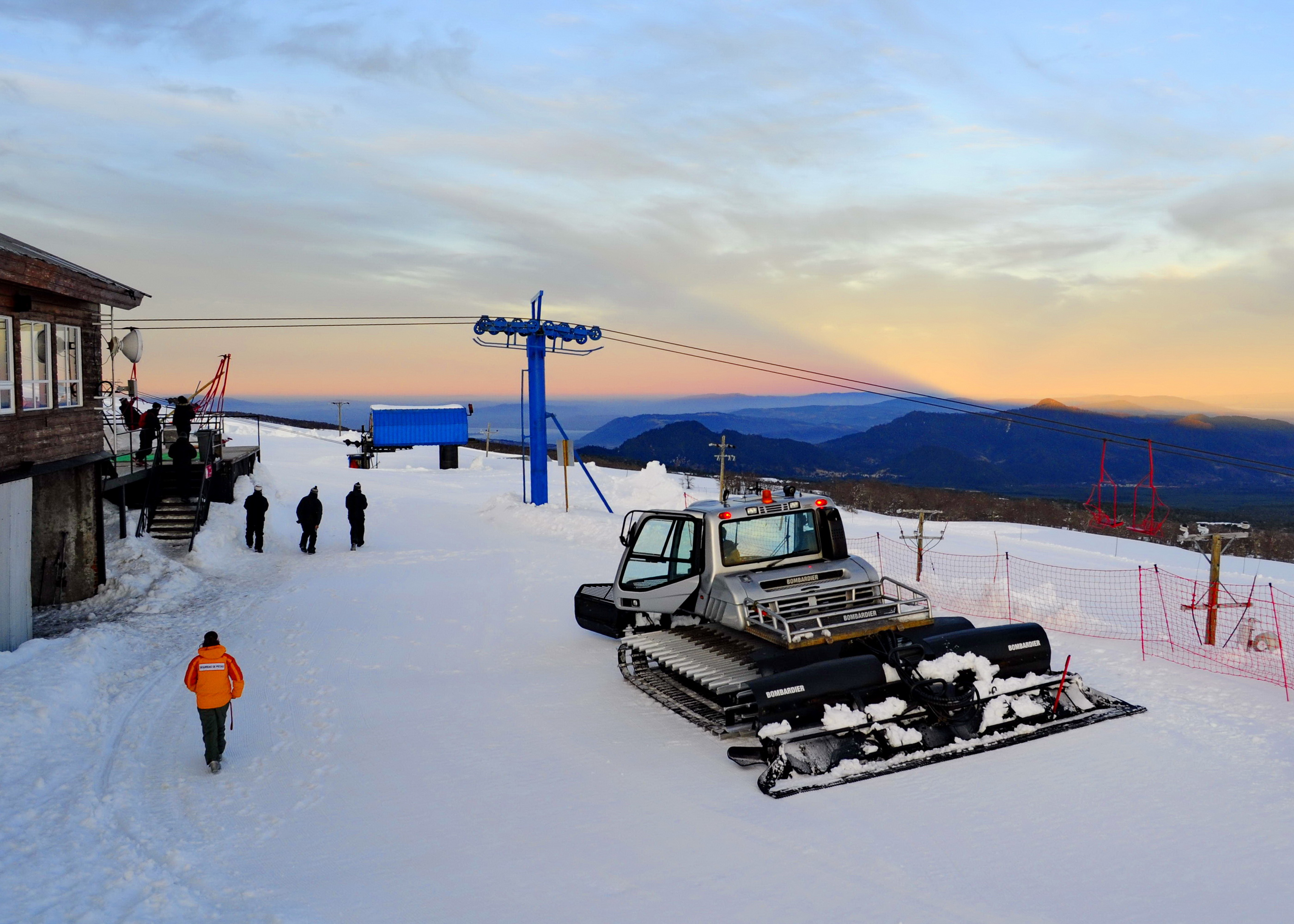
Esquí en el volcán Villarrica.

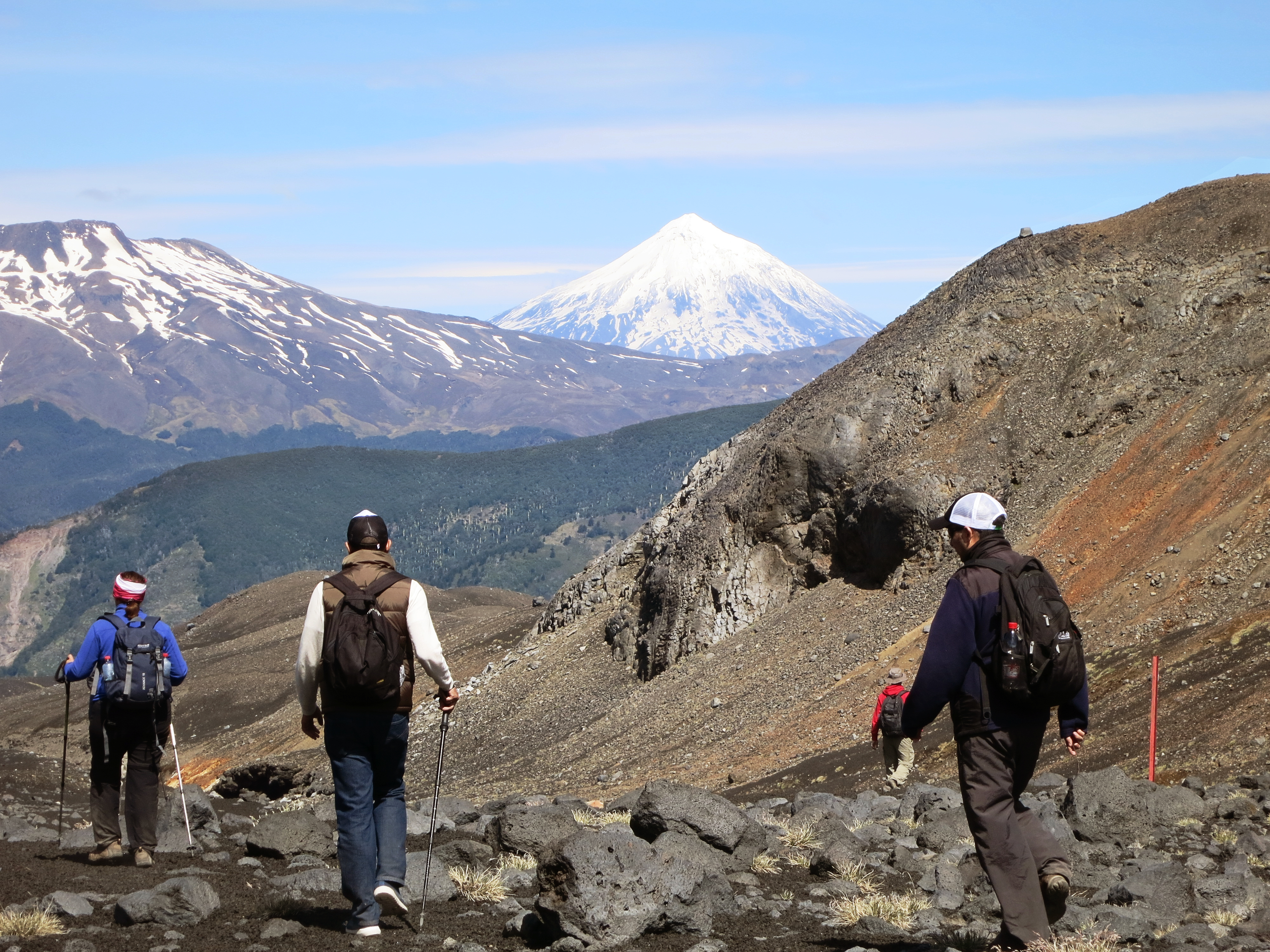
Trecking con vista al volcán Villarrica.

Anualmente, unos 15 000 turistas provenientes de todo el mundo ascienden el volcán. Más de 30 agencias de turismo de aventura ofrecen ascensos guiados a la cima.
En verano se realizan ascensos al cráter y visitas a las cuevas volcánicas. El volcán es ascendido hasta su cráter cada año por miles de andinistas, quienes disfrutan de una excursión de aproximadamente seis horas, donde se aprecia el paisaje con vista a volcanes como Lanín y Llaima, y los lagos Villarrica, Caburgua y Calafquén, entre otros.
En invierno se practica el esquí en el centro de esquí Pucón, que está abierto entre mediados de junio y mediados de octubre.